# Stilleståndet i Erzincan
Stilleståndet i Erzincan var ett avtal under första världskriget, som undertecknades i Erzincan i Västra Armenien den 18 december 1917 (5 december enligt gamla stilen) mellan det Osmanska riket och det Transkaukasiska kommissariatet. Stilleståndet föreskrev att krigshandlingarna skulle upphöra på de kaukasiska och persiska fronterna. En tillfällig fred varade till den 12 februari 2018, då striderna återigen upptogs.

## Avtalet
Det Transkaukasiska kommissariatets status var oklar vid tidpunkten för stilleståndsavtalets undertecknande. Osmanerna betraktade det som en självständig entitet, en laglig efterträdare till det ryska riket. Kommissariatet självt såg sig som en del av den Ryska socialistiska federativa sovjetrepubliken. Det osmanska riket hade tidigare undertecknat Stilleståndet i Brest-Litovsk mellan Ryssland och centralmakterna den 15 december, vilket inkluderade de kaukasiska och persiska fronterna. Efter att ha mottagit ett förslag om eld upphör från den osmanska tredje arméns befälhavare Vehib Pascha, gav kommissariatet fullmakt till befälhavaren för den ryska styrkan på den kaukasiska fronten, general Przjevalskij, att förhandla ett stillestånd med turkarna. Detta resulterade i Stilleståndet i Erzincan. Därefter började de ryska styrkorna att dra sig tillbaka, vilket lämnade det transkaukasiska kommissariatet helt utan militärt försvar.
Ett tillägg till stilleståndsavtalet undertecknades samma dag. Detta definierade demarkationslinjen mellan de två sidornas områden. 
Den 24 februari bröt Tyskland Stilleståndet i Brest-Litovsk. Det ersattes den 3 mars av Freden i Brest-Litovsk för Rysslands del och senare av Fördraget i Batum den 4 juni för de tre staterna Armenien, Georgien och Azerbajdzjan, vilka då efterträtt det Transkaukasiska kommissariatet.

## Den osmanska invasionen i Östra Armenien
Efter stilleståndsavtalet i Erzincan ersattes så småningom de avtågade ryska styrkorna av nyligen formerade armeniska militärenheter. Ryssarna drog sig tillbaka från hela den kaukasiska fronten, med början i Västra Armenien. 
Den osmanska regeringen utnyttjade denna militära situation och försökte att återta också de territorier som erövrats av den ryska armén tidigare under första världskriget genom att invadera Östra Armenien och den ännu inte proklamerade Republiken Armenien. Turkarnas allierade Tyskland motsatte sig denna attack och avstod från att hjälpa sina allierade med den.
Angreppet inleddes den 5 februari 1918. Den turkiska tredje armén ockuperade den ena armeniska bosättningen i Västra Armenien efter den andra. Den 12 februari överskred turkarna demarkationslinjen enligt Stilleståndet i Erzincan. De hänvisade till att det Transkaukasiska kommissariatet saknat auktoritet att underteckna stilleståndsavtalet samt till att armenierna dödat muslimer på sin sida av demarkationslinjen den 15–16 januari.
Efter det att fredskonferensen i Trabzon misslyckats i april, rörde sig den osmanska armén mot Transkaukasus. Den intog befästningen i Kars den 25 april och senare Alexandrapol.
Armenierna hejdade tillfälligt den osmanska offensiven genom segrar i slutet av maj i slaget vid Sardarapat, slaget vid Karakilisa och slaget vid Bash Abaran. Freden i Batum den 4 juni 1918 slöts dock på för Armenien ofördelaktiga villkor.